# Ibrahima Sory Bangoura (Fußballspieler, 1987)
Ibrahima Sory Olysse Bangoura (* 25. Juli 1987) ist ein guineischer Fußballspieler.

## Vereinskarriere
Bangoura spielte in seiner Heimat für Baraka SSG und Simandou FC. 2007 verließ Bangoura seine Heimat Guinea und wechselte zum nigrischen Verein ASFAN Niamey. Nach einer Saison bekam er ein Angebot des malischen Topclubs Djoliba AC und wechselte im Sommer 2008 in die Malien Première Division. Im September 2011 wechselte Bangoura innerhalb der Malian Première Division von Djoliba AC zu Stade Malien. Weitere Stationen waren due guineischen Vereine AS Kaloum Star (zweimal), Horoya AC Conakry und Hafia FC.

### Internationale Karriere
Seit 2009 spielt Bangoura international für sein Heimatland.